# Лічильник національного боргу США

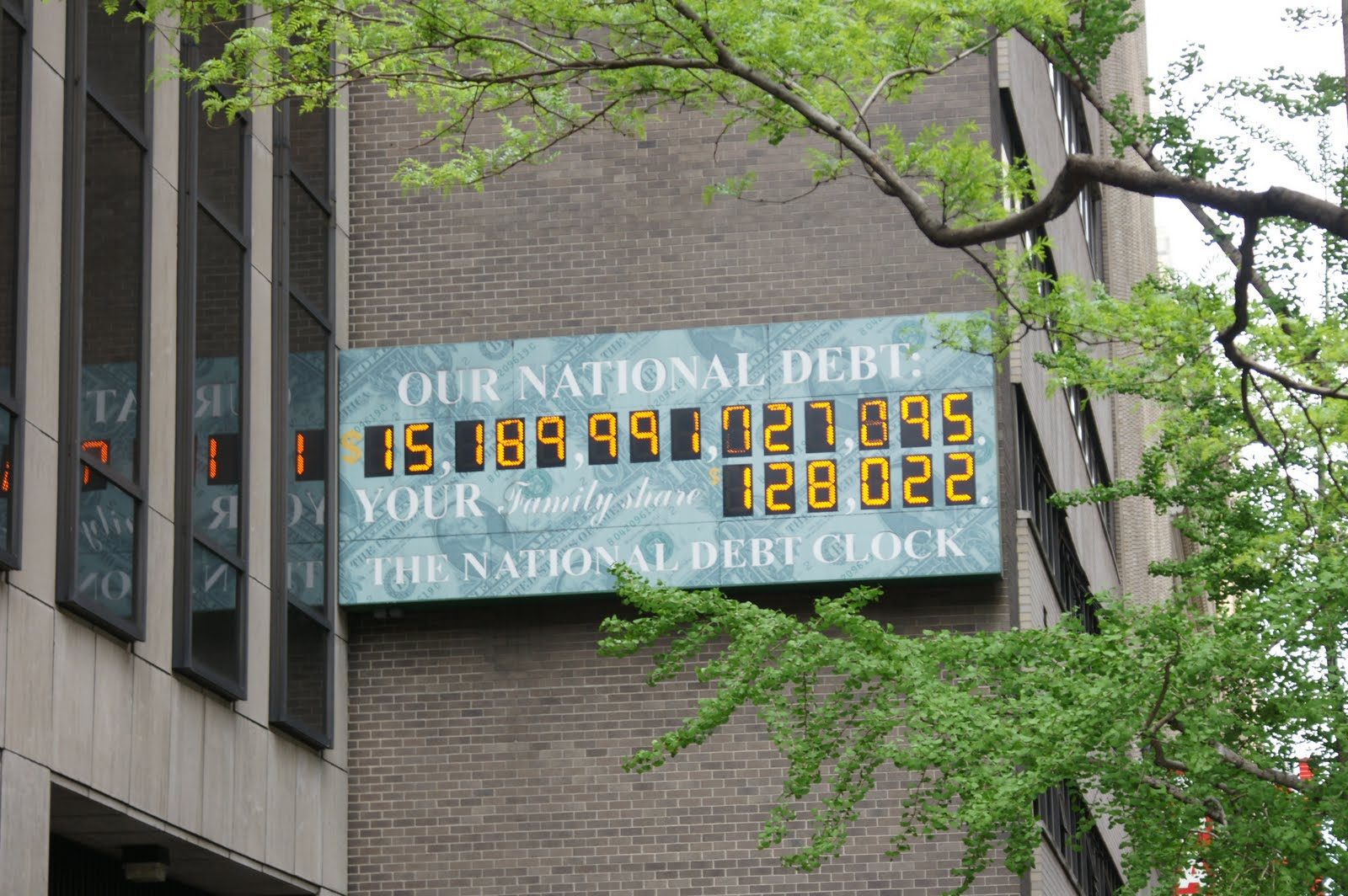
Фотографія лічильника 20 квітня 2012 року.

Лічильник національного боргу — табло, встановлене на одній з будівель Манхеттена (Нью-Йорк), неподалеку від Таймс-сквер, на розі Вест 44-ї стріт та 6-ї авеню. Відображує величину державного боргу США, що змінюється у реальному часі (загальну суму і середню долю боргу, що приходиться на кожне домогосподарство). Приладом володіє компанія Durst Organization.

## Хронологія
- На 14 серпня 2014 року борг становив 17 671 687 900 979,84 дол (17 трильйонів доларів).
- На 30 серпня 2016 року борг зріс до 19 492 560 943 414,94 дол (19 трильйонів доларів).
- На 3 січня 2017 року борг зріс до 19 920 418 771 289,27 дол (19.9 трильйонів доларів).
- На 24 березня 2020 року борг зріс до 21 155 821 708 100 дол (21.1 трильйонів доларів або 107.09% ВВП США).